# Liste des ministres béninois de la Justice
Au Bénin, le ministre de la Justice est un membre du gouvernement nommé par le président de la République pour superviser les services de sécurité publique et juridiques qui « favorisent l'État de droit, assurent la sûreté et la sécurité du public et défendent les intérêts du gouvernement et du peuple de la république du Bénin ».
Ce ministre exerce une autorité sur les magistrats du parquet, tandis que les magistrats du siège jouissent d'une indépendance. Selon l'article 6 de la loi portant statut du pouvoir judiciaire, le ministre de la Justice est le supérieur direct des magistrats du ministère public et de l'administration centrale du ministère de la Justice. 
Détenteur ès qualités du Grand sceau du Bénin, le ministre de la Justice porte également le titre de « garde des Sceaux ».

## Liste des ministres historiques successifs
- Louis Ignacio-Pinto[3] (1958-1959)
- Émile Poisson[4] (1959)
- Joseph Kèkè[4] (1960-1963)
- Alexandre Adandé[5],[6] (1964-1965)
- Arsine Kindé[7] (1966)
- Grégois Gbenou[8] (1967)
- Vincent Guezodje[4] (1967)
- Barthélémy Ohouens[4] (1968)
- Louis Joseph Chasme[4],[9] (1968)
- Issaka Dangou[10] (1969)
- Benoît Sinzogan[11] (1970-1971)
- Michel Toko[12] (1972)
- Barthélémy Ohouens[13] (1973-1975)
- Moriba Djibril[4],[14],[15] (1976-1980)
- Michel Alladayè[16] (1980-1982)
- François Dossou[17],[18] (1983-1984)
- Didier Dassi[19] (1985-1987)
- Saliou Aboudou[20] (1988-1989)
- Yves Yehouessi[21] (1990-1994)
- Grace d'Almeida (1995-1996) [1ère femme]
- Ismaël Tidjani Serpos[22] (1997-1998)
- Joseph Gnonlonfoun[23] (1998-2003)
- Dorothé Sossa (2003-2006)
- Anani Kassa Gazard (2007-2008)
- Victor Topanou[24] (2008-2010)
- Marie-Élise Gbèdo[25] (2011-2013)
- Valentin Djènontin[26],[27] (2013-2016)
- Joseph Djogbénou (2016-2018)
- Sévérin Quenum[28] (2018-présent)